# Teatro de Verano Ramón Collazo
El Teatro de Verano Ramón Collazo es el mayor centro de espectáculos a cielo abierto de Montevideo (Uruguay). Se inauguró el 15 de enero de 1944 y forma parte del sistema de salas de la Intendencia de Montevideo. Desde entonces, ha albergado a artistas y agrupaciones nacionales e internacionales de primera línea, y se ha consolidado como el principal escenario del carnaval de Uruguay. 
En enero de 1987 se lo designó con el nombre de Ramón Collazo, cinco años después del fallecimiento de la emblemática figura del carnaval. 

### Historia
Ya desde principios del siglo XX se trataba de un espacio vinculado estrechamente con la producción artística: antiguamente esta zona de canteras, que pertenecían al empresario Francisco Piria, era prestada para la instalación de una gran carpa circense que daba lugar a diferentes presentaciones y espectáculos.
Hasta su inauguración en 1944, fueron más de veinte años de conversaciones y proyecciones que soñaban con la posibilidad de dotar a Montevideo de un espacio a cielo abierto para la presentación de espectáculos de diversa índole. La accesibilidad para el grueso de la población y el sugestivo paisaje que ofrece la zona de canteras fueron las principales razones por las cuales se le consideró el emplazamiento ideal. 
Toda la obra se llevó a cabo durante los últimos meses de 1943, inaugurándose el 15 de enero de 1944. La apertura de esa primera temporada de espectáculos estuvo a cargo del Original Ballet Russe que por entonces era la compañía de ballet más famosa y prestigiosa del mundo, que actuó durante tres meses.

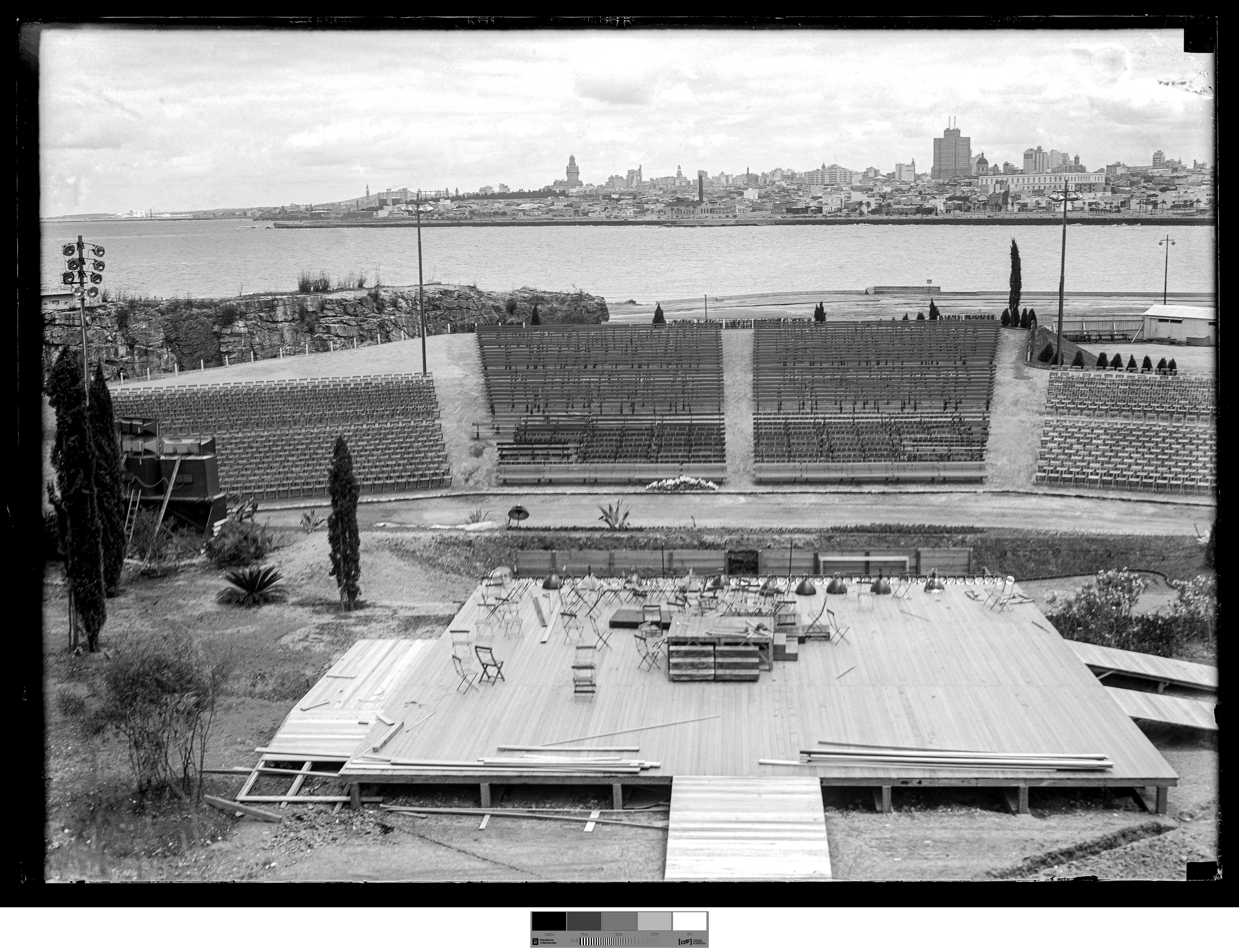
Construcción del Teatro de Verano. Al fondo: playa Ramírez.

### Nombre
El 26 de enero de 1987 se lo designó con el nombre de Ramón Collazo, seis años después del fallecimiento de la emblemática figura del Carnaval uruguayo. Collazo fue músico, compositor, escritor, cantautor, actor, director y, entre otras facetas, integrante y precursor de las más importantes troupes montevideanas. Aclamado en ambas orillas del Río de la Plata, forjó una carrera memorable. Durante los años 50 y 60, terminó de hacer del Teatro de Verano su escenario predilecto, a través de grandes éxitos en las temporadas estivales.

### Reformas
Además de su estrecho vínculo con la naturaleza, una característica distintiva del Teatro de Verano es su valor arquitectónico. Luego del ciclón extratropical sufrido en agosto de 2005, la primera bóveda del Teatro, colocada en la década de 1960, sufrió daños irreversibles que obligaron a su desmantelamiento. Un equipo dirigido por el arquitecto Carlos Pascual se encargó de diseñar no sólo lo que sería la nueva bóveda del Teatro de Verano, sino también de realizar modificaciones en su entorno paisajístico, que culminaron en 2010 con la construcción de la entrada principal del público, el muro de cierre de la bóveda, piso y bajo escenario, y la reconstrucción del foso de orquesta.
La nueva bóveda, inaugurada en diciembre de 2006, está diseñada utilizando el sistema constructivo de cerámica armada, ideado por el reconocido ingeniero Eladio Dieste, la cual, a diferencia de la primera, mantiene una forma de curva catenaria y no circular, que permite soportar decenas de toneladas de anclaje mediante casi 200 insertos metálicos ubicados en su interior. 
A principios de mayo de 2023 se dio inicio a la primera de tres etapas del proyecto de remodelación del recinto, cuyo principal objetivo es el mejoramiento de las plateas, la accesibilidad y la circulación, lo cual impactará directamente en mejores condiciones para los espectadores, artistas y equipos de producción. 
Primera etapa: El primer paso de reformas se centró en la remodelación total de la Platea Baja, que se reconstruyó desde sus cimientos. Actualmente, el Teatro cuenta con sectores renovados, butacas individuales con respaldo alto, nuevos muros de contención, escaleras y pasillos de circulación. También se renovó el sector técnico de audio, iluminación y video, el cual quedó reubicado en el segundo anillo, a la misma altura que un nuevo sector de palcos con localidades preferenciales, un sector accesible con rampas para público en silla de ruedas y un nuevo sector para el jurado de los concursos y encuentros de Carnaval. Se reconstruyeron los pluviales entre plateas, junto con la renovación de todas las canalizaciones para el desarrollo de la actividad técnica. El proyecto incluyó a su vez la continuación de las mejoras en infraestructura comenzadas durante la pasada temporada dentro de los espacios destinados para recibir y alojar a las producciones y artistas (antes, durante y después de cada espectáculo).
Segunda etapa: A finales del mes de junio de 2024, el Teatro cerró sus puertas una vez más para dar lugar a la instalación y ejecución, esta vez, de la segunda etapa delineada dentro de su proyecto macro de remodelaciones. La nueva fase, que finalizó los últimos días de octubre, tiene como centro la continuación de las mejoras realizadas en zona de plateas: no solo se instalaron las mismas butacas colocadas en Platea Baja a lo largo y ancho de todos los sectores, sino que, además, se sumó una nueva bandeja superior que hace que el Teatro aumente su aforo total en unas mil localidades. El mayor centro de espectáculos a cielo abierto de Montevideo cuenta ahora con 5.281 butacas.

## El Teatro y la naturaleza
El Teatro de Verano se encuentra ubicado frente al Río de la Plata sobre la rambla de Montevideo, inmerso en las Canteras del Parque Rodó, dentro de una privilegiada ubicación históricamente reconocida e icónica del paisaje natural de la ciudad.
Mediante el paso de los años, se ha conformado como un espacio único, dentro del cual la flora y fauna se mantienen en constante diálogo con las actividades artísticas y culturales desarrolladas en el sitio.
Mediante su proyecto de gestión, el Teatro de Verano reafirma su compromiso con el ambiente al posicionar su cuidado como un eje transversal de su gestión. En este sentido, plantea como objetivo principal alcanzar una relación armónica entre el Teatro, el ambiente y el público. 
En esta línea, el Teatro actualmente cuenta con:
Generador de agua potable: el Teatro cuenta con el primer generador de agua potable a partir del aire en funcionamiento en el país. Junto a la colocación de bebederos, se conforma en el recinto un punto de hidratación de acceso libre y gratuito para todas las personas.
Almacenamiento pluvial: sistema subterráneo de captación y almacenamiento de agua de lluvia. Esta infraestructura permite recolectar y redistribuir el recurso hídrico mediante una red de cañerías, optimizando el riego de las áreas verdes y reduciendo el consumo de agua potable. Próximamente, el sistema también permitirá hacer uso del agua acumulada en los servicios higiénicos.
Vasos rígidos: para todas las actividades desarrolladas en el recinto, se exige la utilización de vasos rígidos reutilizables, quedando prohibidos los contenedores de un solo uso.
Butacas: el sistema de nuevas localidades instaladas en el Teatro es construido con material reciclable en su totalidad.
Convenio Repapel: todo el papel y cartón generado en las oficinas, es utilizado para la elaboración de materiales reciclados.
Residuos: clasificación de todos los desechos producidos en los eventos y espectáculos.
Luminaria LED: el 100% de la iluminación del recinto es de mayor calidad, durabilidad y eficiencia energética frente a tecnologías convencionales.

## Conciertos

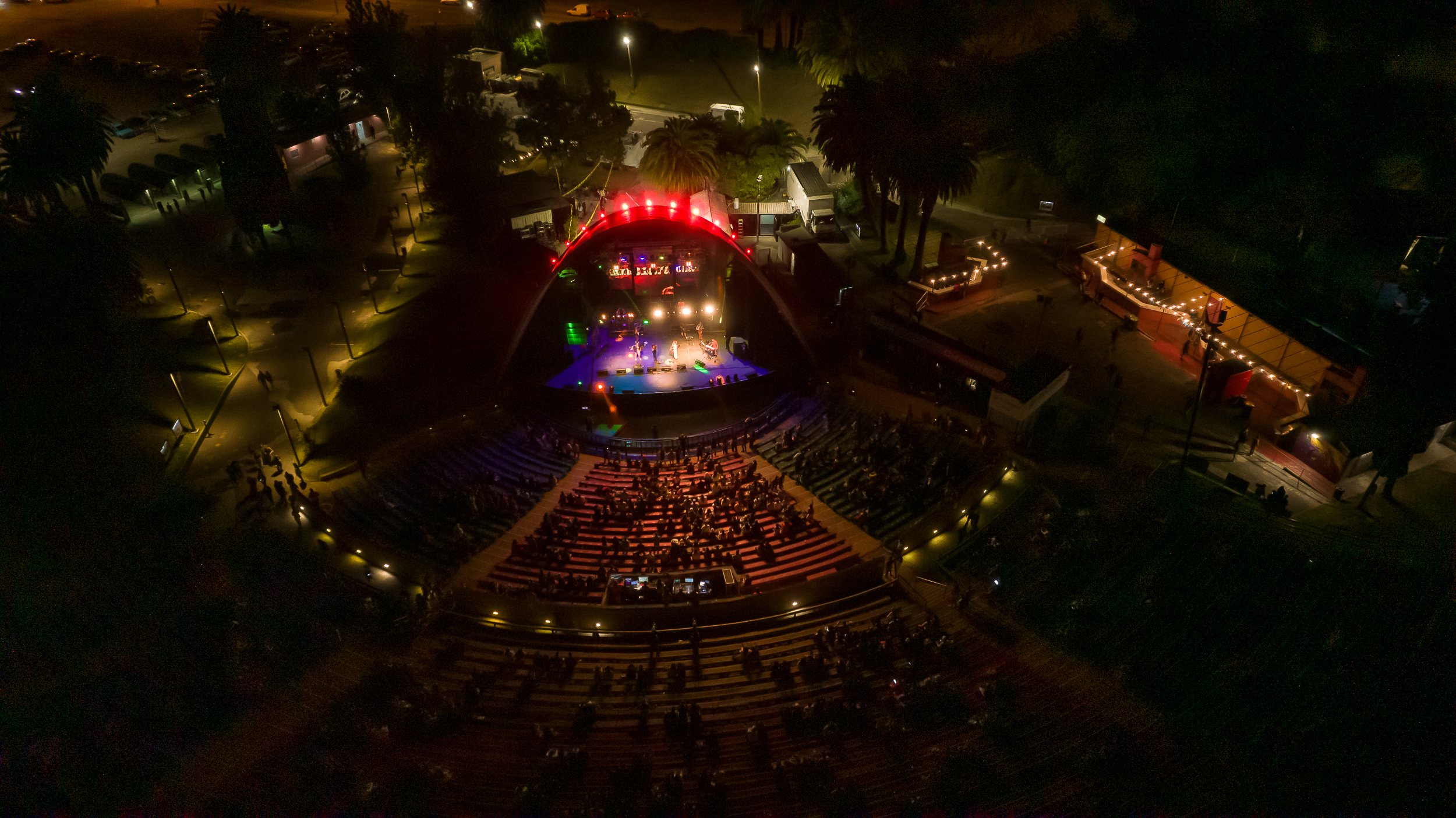
Teatro de Verano Ramón Collazo (2021)

El escenario del Teatro de Verano se caracteriza por su amplitud ante una innumerable cantidad de propuestas artístico-culturales. A lo largo de su historia ha sabido albergar a centenares de artistas, agrupaciones, géneros y movimientos. Es un espacio ecléctico en tanto se conjugan todas las particularidades de cada persona que pisó alguna vez su suelo, en un solo lugar:
| País | Artista                                               | Año                           |
| --- | ----------------------------------------------------- | ----------------------------- |
| Bandera de Uruguay                                                                                              | Opa                                                   | 1987                          |
| Bandera de Uruguay                                                                                              | Eduardo Mateo                                         | 1989                          |
| Bandera de Argentina                                                                                            | Patricio Rey y sus Redonditos de Ricota               | 1989/1990                     |
| Bandera de Uruguay                                                                                              | Buitres Después de la Una                             | 1993/1999/2002/2003/2011      |
| Bandera de Uruguay                                                                                              | Niquel                                                | 1993/1998/2021                |
| Bandera de Estados Unidos                                                                                       | James Taylor                                          | 1994                          |
| Bandera de España                                                                                               | Joaquín Sabina                                        | 1994                          |
| Bandera de Uruguay                                                                                              | El Cuarteto de Nos                                    | 1994/2007/2012/2016/2017      |
| Bandera de Uruguay · Bandera de Argentina                                                                       | El Peyote Asesino, Illya Kuryaki and the Valderramas  | 1997                          |
| Bandera de Argentina                                                                                            | La Renga                                              | 1998                          |
| Bandera de Uruguay · Bandera de Uruguay · Bandera de México                                                     | El Peyote Asesino, Plátano Macho, Molotov             | 1998                          |
| Bandera del Reino Unido                                                                                         | Roger Hodgson                                         | 1998/2017                     |
| Bandera de Uruguay · Bandera de Argentina · Bandera de Argentina                                                | La Tabaré, Bersuit Vergarabat, Caballeros de la Quema | 1999                          |
| Bandera de Cuba                                                                                                 | Celia Cruz                                            | 2000                          |
| Bandera de Uruguay                                                                                              | No Te Va Gustar                                       | 2000/2001/2008/2010/2011/2016 |
| Bandera de Cuba                                                                                                 | Pablo Milanés                                         | 2000/2013                     |
| Bandera de Argentina                                                                                            | Marcela Morelo                                        | 2000                          |
| Bandera de España                                                                                               | La Polla Records                                      | 2000                          |
| Bandera de Estados Unidos                                                                                       | Lou Reed                                              | 2000                          |
| Bandera de Chile · Bandera de Uruguay · Bandera de Uruguay                                                      | Joe Vasconcellos, Jorge Drexler, Ruben Rada           | 2000                          |
| Bandera del Reino Unido                                                                                         | Mark Knopfler                                         | 2001                          |
| Bandera de Venezuela                                                                                            | Ricardo Montaner                                      | 2001/2016                     |
| Bandera de Argentina                                                                                            | Bersuit Vergarabat                                    | 2002                          |
| Bandera de Uruguay · Bandera de Argentina                                                                       | Buenos Muchachos, Los Piojos                          | 2002                          |
| Bandera de Escocia                                                                                              | Ian Anderson                                          | 2005/2017                     |
| Bandera del Reino Unido                                                                                         | The Alan Parsons Project                              | 2005                          |
| Bandera de Argentina                                                                                            | Rata Blanca                                           | 2006/2008                     |
| Bandera de Costa de Marfil                                                                                      | Alpha Blondy                                          | 2007                          |
| Bandera de Argentina                                                                                            | Divididos                                             | 2007/2012                     |
| Bandera de Estados Unidos                                                                                       | Toto                                                  | 2007                          |
| Bandera de Estados Unidos                                                                                       | Exodus                                                | 2007                          |
| Bandera de Argentina                                                                                            | Ataque 77                                             | 2007                          |
| Bandera de Argentina                                                                                            | Mercedes Sosa                                         | 2008                          |
| Bandera de Canadá                                                                                               | Bryan Adams                                           | 2008                          |
| Bandera de Yugoslavia                                                                                           | Emir Kusturica & The No Smoking Orchestra             | 2008/2016                     |
| Bandera de Brasil                                                                                               | Gilberto Gil                                          | 2008                          |
| Bandera de Uruguay · Bandera de Argentina                                                                       | Bajofondo                                             | 2008                          |
| Bandera de España                                                                                               | Joan Manuel Serrat                                    | 2008                          |
| Bandera de Uruguay                                                                                              | Jaime Roos                                            | 2009                          |
| Bandera de Uruguay                                                                                              | Traidores                                             | 2009                          |
| Bandera de Brasil                                                                                               | Carlinhos Brown                                       | 2009                          |
| Bandera de los Países Bajos                                                                                     | Epica                                                 | 2010                          |
| Bandera de Estados Unidos                                                                                       | Pixies                                                | 2010                          |
| Bandera de México                                                                                               | Camila                                                | 2010                          |
| Bandera de Argentina                                                                                            | Fito Páez                                             | 2010/2014/2015/2018           |
| Bandera de Puerto Rico                                                                                          | Gilberto Santa Rosa                                   | 2010/2012/2017                |
| Bandera de Brasil                                                                                               | Martinho da Vila                                      | 2011/2018                     |
| Bandera de Uruguay                                                                                              | Pepe Guerra                                           | 2008                          |
| Bandera de Uruguay                                                                                              | Larbanois & Carrero                                   | 2008                          |
| Bandera de Uruguay                                                                                              | Antimurga BCG                                         | 2008                          |
| Bandera de Uruguay                                                                                              | Falta y Resto                                         | 2010                          |
| Bandera de Uruguay                                                                                              | Buenos Muchachos                                      | 2010                          |
| Bandera de Uruguay                                                                                              | Ruben Rada                                            | 2010                          |
| Bandera de Brasil                                                                                               | Marcelo D2                                            | 2010                          |
| Bandera de Uruguay                                                                                              | 4 en línea                                            | 2010                          |
| Bandera de Uruguay                                                                                              | La Vela Puerca                                        | 2010                          |
| Bandera de Brasil                                                                                               | Armandinho                                            | 2010                          |
| Bandera de Uruguay                                                                                              | Tabaré Cardozo                                        | 2010                          |
| Bandera de Uruguay                                                                                              | Ballet Nacional Sodre                                 | 2010                          |
| Bandera de Uruguay                                                                                              | Orquesta Filarmónica de Montevideo                    | 2010                          |
| Bandera del Reino Unido                                                                                         | Motörhead                                             | 2011                          |
| Bandera de Uruguay · Bandera del Reino Unido                                                                    | Astroboy, Beady Eye                                   | 2011                          |
| Bandera de Argentina · Bandera de Estados Unidos                                                                | Banda de Turistas, Sonic Youth                        | 2011                          |
| Bandera de Uruguay · Bandera de Estados Unidos                                                                  | Santullo, Faith No More                               | 2011                          |
| Bandera de Venezuela                                                                                            | Chino y Nacho                                         | 2011                          |
| Bandera de Brasil                                                                                               | Daniela Mercury                                       | 2011                          |
| Bandera de Argentina                                                                                            | Gustavo Cordera                                       | 2011                          |
| Bandera de Argentina                                                                                            | Los Auténticos Decadentes                             | 2011                          |
| Bandera de Puerto Rico                                                                                          | Luis Fonsi                                            | 2011                          |
| Bandera de Puerto Rico                                                                                          | Calle 13                                              | 2011                          |
| Bandera de Brasil                                                                                               | Armandinho                                            | 2012                          |
| Bandera de Argentina                                                                                            | Las Pastillas del Abuelo                              | 2012                          |
| Bandera de Venezuela                                                                                            | Franco de Vita                                        | 2012                          |
| Bandera de Estados Unidos                                                                                       | Megadeth                                              | 2012/2014                     |
| Bandera de Uruguay · Bandera de Argentina · Bandera de México                                                   | Santé Les Amis, Tan Biónica, Café Tacvba              | 2012                          |
| Bandera de Argentina · Bandera de Estados Unidos · Bandera del Reino Unido                                      | Babasonicos, Garbage                                  | 2012                          |
| Bandera de Argentina                                                                                            | Charly García                                         | 2012                          |
| Bandera de Colombia                                                                                             | Juanes                                                | 2012                          |
| Bandera del Reino Unido                                                                                         | Slash                                                 | 2012                          |
| Bandera de Uruguay · Bandera de Argentina                                                                       | Once Tiros, Los Pericos                               | 2012                          |
| Bandera de Estados Unidos                                                                                       | Norah Jones                                           | 2012                          |
| Bandera de España                                                                                               | Extremoduro                                           | 2012/2014                     |
| Bandera de Estados Unidos                                                                                       | The Black Keys                                        | 2013                          |
| Bandera del Reino Unido                                                                                         | Franz Ferdinand                                       | 2013                          |
| Bandera de Argentina                                                                                            | Las Pelotas                                           | 2013                          |
| Bandera de España · Bandera de España                                                                           | Ana Belén & Víctor Manuel                             | 2013                          |
| Bandera de Estados Unidos                                                                                       | Chuck Berry                                           | 2013                          |
| Bandera de Argentina                                                                                            | Vicentico                                             | 2013                          |
| Bandera de Argentina                                                                                            | Tan Biónica                                           | 2013                          |
| Bandera de Brasil                                                                                               | Caetano Veloso                                        | 2013                          |
| Bandera de Brasil                                                                                               | Gabriel o Pensador                                    | 2013                          |
| Bandera del Reino Unido                                                                                         | Blur                                                  | 2013                          |
| Bandera de Argentina                                                                                            | Violetta en Vivo                                      | 2013                          |
| Bandera de Argentina                                                                                            | Andrés Calamaro                                       | 2013                          |
| Bandera de Brasil                                                                                               | Os Paralamas do Sucesso                               | 2013                          |
| Bandera de Uruguay · Bandera de Uruguay                                                                         | Tabaré Cardozo y Ruben Rada                           | 2013                          |
| Bandera de Argentina                                                                                            | Chaqueño Palavecino                                   | 2013                          |
| Bandera de Estados Unidos · Bandera de Estados Unidos · Bandera del Reino Unido · Bandera del Reino Unido       | Vampire Weekend, Pixies, Johnny Marr, New Order       | 2014                          |
| Bandera de España                                                                                               | David Bisbal                                          | 2014                          |
| Bandera de México                                                                                               | Jesse & Joy                                           | 2014                          |
| Bandera de Uruguay                                                                                              | Mala Tuya                                             | 2014                          |
| Bandera de Argentina                                                                                            | Lali Espósito                                         | 2014/2015/2016/2018           |
| Bandera de Argentina                                                                                            | Don Osvaldo                                           | 2015                          |
| Bandera de México                                                                                               | Flans                                                 | 2015                          |
| Bandera de México                                                                                               | Ov7                                                   | 2015                          |
| Bandera de Uruguay                                                                                              | Agarrate Catalina                                     | 2015/2021                     |
| Bandera de Estados Unidos                                                                                       | R5 (banda)                                            | 2015                          |
| Bandera del Reino Unido                                                                                         | Morrisey                                              | 2015                          |
| Bandera del Reino Unido                                                                                         | Noel Gallagher's High Flying Birds                    | 2016                          |
| Bandera de Uruguay                                                                                              | Buenos Muchachos                                      | 2016/2018                     |
| Bandera de Uruguay                                                                                              | El Peyote Asesino                                     | 2016                          |
| Bandera de Estados Unidos                                                                                       | Soldiers of Jah Army                                  | 2016                          |
| Bandera de Argentina                                                                                            | La Beriso                                             | 2016                          |
| Bandera de Estados Unidos                                                                                       | Iggy Pop                                              | 2016                          |
| Bandera de Argentina                                                                                            | Los Nocheros                                          | 2016                          |
| Bandera de Uruguay                                                                                              | Lucas Sugo                                            | 2016/2018                     |
| Bandera de Estados Unidos                                                                                       | Ha*Ash                                                | 2016                          |
| Bandera de Uruguay                                                                                              | Emil Montgomery                                       | 2016                          |
| Bandera de Cuba · Bandera de Puerto Rico                                                                        | Gente de Zona, Wisin                                  | 2016                          |
| Bandera de México                                                                                               | Julieta Venegas                                       | 2016                          |
| Bandera de Estados Unidos                                                                                       | Joe Satriani                                          | 2016                          |
| Bandera de Colombia                                                                                             | Carlos Vives                                          | 2017                          |
| Bandera de Brasil                                                                                               | Titas                                                 | 2017                          |
| Bandera de Puerto Rico                                                                                          | Bad Bunny                                             | 2017                          |
| Bandera del Reino Unido                                                                                         | UB40                                                  | 2017                          |
| Bandera de Panamá                                                                                               | Joey Montana                                          | 2017                          |
| Bandera del Reino Unido · Bandera de España · Bandera de Estados Unidos · Bandera de Francia · Bandera de Suiza | Il Divo                                               | 2017                          |
| Bandera de Estados Unidos · Bandera de Estados Unidos                                                           | Chick Corea, Steve Gadd                               | 2017                          |
| Bandera de Uruguay                                                                                              | Larbanois & Carrero                                   | 2017                          |
| Bandera de Argentina                                                                                            | Luciano Pereyra                                       | 2017/2018                     |
| Bandera de Brasil                                                                                               | Raça Negra                                            | 2017                          |
| Bandera de Brasil                                                                                               | Alexandre Pires                                       | 2018                          |
| Bandera de Escocia                                                                                              | David Byrne                                           | 2018                          |
| Bandera de Argentina                                                                                            | Chano Moreno Charpentier                              | 2018/2019/2021                |
| Bandera de España                                                                                               | Pablo Alborán                                         | 2018                          |
| Bandera de Colombia                                                                                             | Morat                                                 | 2018                          |
| Bandera de Colombia                                                                                             | Sebastián Yatra                                       | 2018                          |
| Bandera de Australia                                                                                            | Nick Cave and the Bad Seeds                           | 2018                          |
| Bandera de España                                                                                               | Abraham Mateo                                         | 2018                          |
| Bandera de Argentina                                                                                            | Paulo Londra                                          | 2018                          |
| Bandera de Estados Unidos                                                                                       | CNCO                                                  | 2018                          |
| Bandera de Estados Unidos                                                                                       | Patti Smith                                           | 2019                          |
| Bandera de México                                                                                               | Carlos Rivera                                         | 2019                          |
| Bandera de Argentina                                                                                            | Airbag                                                | 2021                          |
| Bandera de Argentina                                                                                            | Trueno                                                | 2021                          |
| Bandera de Uruguay                                                                                              | Buenos Muchachos                                      | 2021                          |
| Bandera de Argentina                                                                                            | Él Mató a un Policía Motorizado                       | 2022                          |
| Bandera del Reino Unido                                                                                         | Pulp                                                  | 2023                          |
| Bandera de Argentina                                                                                            | Los Palmeras                                          | 2023                          |